# امقوام (مكيراس)

تعديل مصدري - تعديل

امقوام هي إحدى قرى عزلة مكيراس بمديرية مكيراس التابعة لمحافظة البيضاء، بلغ تعداد سكانها 271 نسمة حسب تعداد اليمن لعام 2004.